# Sternotomis

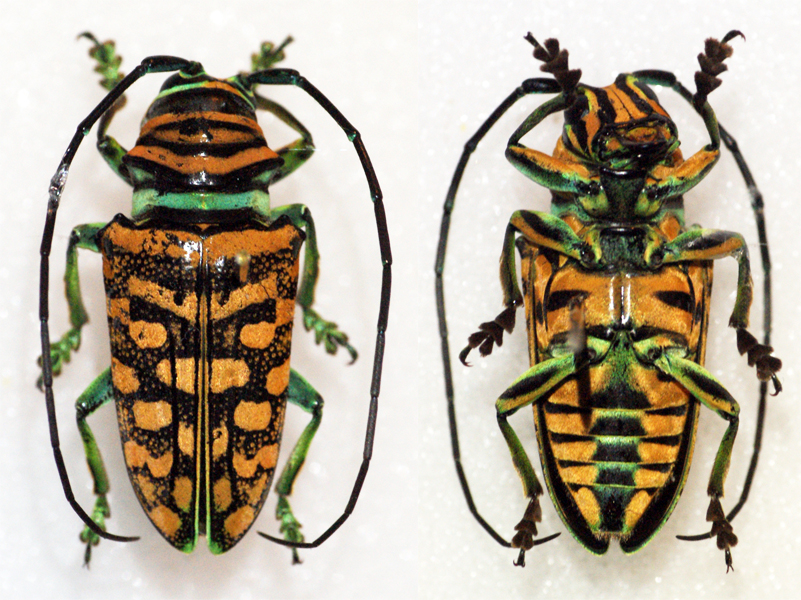
Sternotomis mirabilis targavei

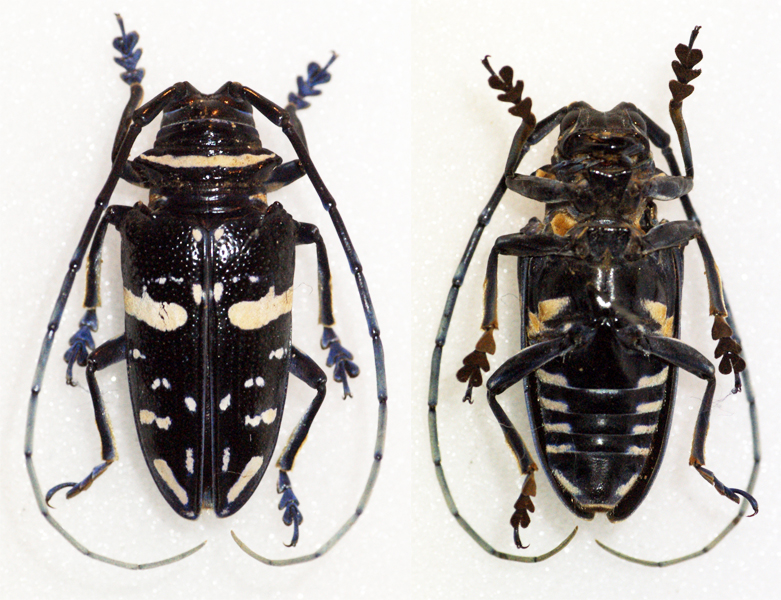
Sternotomis caillaudi

Sternotomis – rodzaj chrząszczy z rodziny kózkowatych. 

## Zasięg występowania
Przedstawiciele tego rodzaju występują w Afryce.

## Systematyka
Do Sternotomis zaliczanych jest 35 gatunków zgrupowanych w 3 podrodzajach:
- Podrodzaj: Pseudolemur
  - Sternotomis rufozonata
- Podrodzaj: Sternotomis
  - Sternotomis albomaculatus
  - Sternotomis alternans
  - Sternotomis amabilis
  - Sternotomis andrewesi
  - Sternotomis bohemani
  - Sternotomis burgeoni
  - Sternotomis caillaudi
  - Sternotomis callais
  - Sternotomis carbonaria
  - Sternotomis centralis
  - Sternotomis chrysopras
  - Sternotomis fairmairei
  - Sternotomis flavomaculata
  - Sternotomis itzingeri
  - Sternotomis jeanneli
  - Sternotomis kuntzeni
  - Sternotomis lemoulti
  - Sternotomis lequeuxi
  - Sternotomis mathildae
  - Sternotomis mimica
  - Sternotomis mirabilis
  - Sternotomis pulchra
  - Sternotomis rousseti
  - Sternotomis runsoriensis
  - Sternotomis schoutedeni
  - Sternotomis strandi
  - Sternotomis variabilis
  - Sternotomis vasco
  - Sternotomis virescens
- Podrodzaj: Ultiolemur
  - Sternotomis cornutor
  - Sternotomis ducalis
  - Sternotomis levassori
  - Sternotomis pupieri
  - Sternotomis thomsoni